# محمد فريد (ممثل)
محمد فريد (24 ديسمبر 1940 - 30 سبتمبر 2023)، هو ممثل مصري. شارك في العديد من الأدوار الثانوية، من أهم أدواره دوره في مسلسل غريب في المدينة وكذلك دوره في مسلسلي ليالي الحلمية ومحمود المصري، فيلم الشيطانة التي أحبتني.

## أعمال

### أفلام
| - ساعة ونص:2012-ابراهيم-سائق القطار - كف القمر:2011-عم يونس - الديلر:2010-زوج أم سماح - إحكي يا شهرزاد:2009-ضيف الفيلم - نحب عيشة الحرية:2001-وهيدي الحرامي - رجل له ماضي:2000-فتوح سواق شاكر بيه | - زيارة السيد الرئيس:1994-الممرض - مجانين على الطريق:1991-محمود - الشيطانة التي أحبتني:1990-شباره السيد علي - المغتصبون:1989-مسعد عبد الله عليش - أولاد حظ:1989 - الدرجة الثالثة:1988-زينهم | - شقاوة في السبعين:1988 - جواز مع سبق الإصرار:1987 - يوميات امرأة عصرية:1987-عبده البواب - كدابين الزفة:1986 - احترس من الخط:1984 - حب في الزنزانة:1983-عامل نظافة السجن | - من بلا خطيئة:1978 - السقا مات:1977-جاد - البحث عن المتاعب:1975-شعبان الجرسون - أبناء للبيع:1973 - البحث عن فضيحة:1973-نادل |

### مسلسلات
| - بركة:2019-حاج صالح - الأب الروحي:2017-ضيف شرف - كفر دلهاب:2017-نعيم البليسى ( العطار ) - آه من حوا:2016 - جراب حواء:2016 - أستاذ ورئيس قسم:2015-زينهم - طريقي:2015-بسيوني جاد عبدالواحد - أنا وبابا وماما (ج1، 2):2014، 2015-مريض بالبهاق (ضيف شرف) - دهشة:2014 - عفاريت محرز:2014-سيت كوم ضيف شرف - القاصرات:2013-صلاح - أهل الهوى:2013-شيخ إبراهيم - موجة حارة:2013 - الإخوة أعداء:2012 - النار والطين:2012 - سيدنا السيد:2012 - الزناتي مجاهد:2011-ضيف شرف - الشوارع الخلفية:2011 - المواطن إكس:2011 - سكتم بكتم (ج2):2011 - أكتوبر الآخر:2010 - الجماعة (ج1):2010-محروس - العتبة الحمرا:2010-خال شبارا - بيت الباشا:2010-رجل من الغجر - حكايات وبنعيشها: فتاة الليل:2010-سلطان - حكايات البنات:2009 - كريمة .. كريمة:2009-صالح - نسمة ونصيب:2009-سيت كوم - العيادة ج1:2008-سيت كوم - أيام الرعب والحب:2008 - رمانة الميزان:2008-عم فرغلي - عاليها واطيها:2008 - قمر 14:2008 - بيني وبينك ج1:2007-سيت كوم - من مصر - حاسبوا منه:2007 - ساعة عصاري:2007 - 30 شارع مصطفى حسين:2006 - أحزان مريم:2006 - الإمام المراغي:2006-عبد الرحمن المهدي | - العمر بالمقلوب:2006 - حارة الزعفراني:2006-قرقر - راجل وست ستات (ج1، ج6):2006، 2010-سيد اونكل - الشارد:2005 - ريا وسكينة:2005-أحمد إبراهيم أبو الشام - سوالف دنيا:2005 - ينابيع العشق:2005 - بنت أفندينا:2004 - قلبي يناديك:2004 - محمود المصري:2004-أمين - المسحراتي:2003 - كناريا وشركاه:2003 - نجمة الجماهير:2003 - البشكار:2002 - الخريف لن يأتي أبدًا:2002 - سيف اليقين:2002-مزيار - إحنا نروح القسم:2001 - بوابة الحلواني (ج4):2001-عفيفي الدسوقي - تلال الغضب:2001 - صنايع صنايع:2001 - محامي كعب داير:2001 - الوشاح الأبيض:2000-والد ناهد - حروف النصب:2000-علي قرنفل - قط وفار فايف ستار:2000 - أحلام مؤجلة:1999 - الشهاب:1999 - بنت الأسيوطي:1999 - سامحوني ماكنش قصدي:1999-جعيدي - عاطفة لا تموت:1999 - لعبة كل يوم:1999 - همام يبحث عن همام:1999 - اللص والكلاب:1998-خشبة الحانوتي - أوراق مصرية (ج1، 2):1998، 2002-حسان شيخ الغفر - سنوات الشقاء والحب:1998 - شقلباظ:1998 - شيء من الخوف:1998 - طريق السراب:1998 - كلام في كلام:1998 - وتمضي الأيام:1998 | - أصل وخمس صور:1997 - الدوغري ٩٠:1997 - القنفد:1997 - زواج بدون إزعاج:1997-عوض - فقط في منتصف الليل:1997 - مرفوع مؤقتا من الخدمة:1997-محروز - امراة مختلفة (صواريخ حريمي):1996 - أنا وزوجتي والنصاب:1996 - أولاد حضرة الناظر:1996 - حكايات مستر أيوب ومسز عنايات:1996 - سر اللعبة:1996 - أبو القاسم الطنبوري وإخوانه:1995 - الستات ما يعملوش كده:1995-شرنوبي - ألف ليلة وليلة: علي بابا والأربعين حرامي:1995-حطبة - ساكن قصادي (ج1، 2):1995، 1996 - أم هلال في القاهرة:1994 - ستة على اليمين:1994-حرشة - سر الأرض:1994 - صور ملونة:1994 - عزبة القرود:1994 - كوبري الأحلام:1994 - ليالي الغضب:1993 - يوميات فكري أباظة (حواديت فكري أباظة):1993 - العرضحالجي:1992-فرج - جنة حتحوت:1992 - البريمو:1991 - أحلام في الهواء:1990 - السبنسة:1990-رزق - بيت العيلة:1990 - نادي الخالدين:1990 - أحلام في الظهيرة:1989-مسعد - أنا وانت وبابا في المشمش:1989-الغفير - أهلا يا جدو العزيز:1989 - طارق من السماء:1989 - الواحدة بعد منتصف الليل:1988-دقدق - ربيع في العاصفة:1988-عبدالدايم علي عبدالدايم-المحامي - صعاليك ولكن شعراء:1988-مالك - مولود في الوقت الضائع:1988-فضالي - البلياتشو:1987 | - صائمون والله أعلم:1987 - ليالي الحلمية (ج1-ج6):1987-2016-طق طق (متولي) - وشاءت الأقدار:1987-حندق - وكسبنا القضية:1987-الروتيني - اللاعب والدمية:1986-حامد - المكتوب على الجبين:1986-عبدالمقصود - رحلة السيد أبو العلا البشري:1986-منشاوي - غوايش:1986-سيد-عامل بالقهوة - ابن تيمية:1985-زحل - الشهد والدموع (ج2):1985-أبو سمرة - ألوان:1985 - حلم الليل والنهار:1985-مسلخ - أهلا أهلا بالسكان:1984-العمدة خلف الله - الحوت:1983 - الطريق إلى سمرقند:1983 - بين السرايات:1983 - حكاية الدكتور مسعود:1983-سعيد-مساعد مسعود - زهور وأشواك:1983 - عصر الحب:1983-النص - وقال البحر:1982 - الحادث:1981 - ولسه بحلم بيوم:1981-بسطويسي-شيخ الغفر - القضية 80:1980 - عالم غريب:1980 - عيلة الدوغري:1980 - سبع صنايع:1979 - غريب في المدينة:1979-سليم - جحا وبنات شهبندر التجار:1978 - نجم الموسم:1977-مرسي - ماجد (اللعبة الخشبية):1972 - الحب والثمن - العدل والتفاحة - المغامرون الخمسة والسفر الرأسي عبر الزمن-شنقيط - الهروب الأخير / أحلام ضائعة - خفايا البيوت (البيوت أسرار) - دع كل شيء لشلبي - طريق الذهب-سيد |

### مسرحيات
| - آه يا غجر:2005 - شيء في صبري:2002 - كوكب الشرق:2000 - عائلة الفك المفترس:1997 - ليله فل:1997 - زمبليطه في المحطة:1996 - بحبك يا مجرم:1990 - 100 مسا:1989 | - شباب إمرأة:1987 - إفرض:1985 - راقصة قطاع عام:1985-علي بريزه - 8 x الهواء:1980 - يا بخت الأطرش:1978-د. حسن كراره - انتهى الدرس يا غبي:1975-عبده - عازب و٣ عوانس:1972 - المشخصاتية:1971 | - الجيل اللي جاي - الواد شطارة - جحا وبنورة - جزيره الحب والصحوبية - سفروت والمزمار - ليلة زواج فضة - وداعا أيها الفلس |

### سهرة تلفزيونية
| - الرنين والصدى:2005 - بخور عصفور:2005-الحلاق - نفقة وطلاق ومؤخر صداق:2001-صلاح - صحبة خير:1995 - عناق الموت والحياة:1994 | - أحلام الوحوش:1985-عيد المحلاوي - ملحمة كبريت:1985-عوضين - ويبقى الحب دائما:1984-عبدالدايم-وكيل المُحامي - بماذا تشتري النقود:1983-نجاح - أبو قلب دهب - اذا كان ولابد | - الدنيا صغيرة جدا - المتهم البريء - المستند الأخير - أنغام على وتر الشيخوخة - خالتي كريمة وعمو حسين | - خليل أفندي عاوز يتجوز - شقة وألف ساكن - عاشق الربابة-سليمان - نفوسة |

### فوازير
| - مانستغناش:1998-ضيف شرف - زي النهارده:1996 - فوازير الأدباء:1996 | - إحنا فين:1994 - عمو فؤاد والدليل الوحيد:1992 - عمو فؤاد ويا الأعداد:1992 | - عودة عمو فؤاد (عمو فؤاد راجع يا ولاد):1989 - جدو عبده راح مكتبته:1988 - كلمة x غنوة |

### أخرى
- حار جاف صيفًا:2015
- من قتل تامر وزه:2009
- كاني وماني:1995-كوكي
- حكاية الدكتور مسعود:1979
- سكر وعليوة

### أدوار أخرى
- صاحبة السعادة:2014ضيف
- حروف وضيوف-ضيف
- سامحوني ماكنش قصدي:1999-غناء أغاني
- جحا وبنورة-غناء أغاني